# Vít Krejčí
Vít Krejčí (* 19. června 2000, Strakonice) je český profesionální basketbalista. Je jedním z pěti Čechů, kteří byli draftováni do NBA. Od sezóny 2023/24 nastupuje v základní sestavě za tým Atlanta Hawks na pozici střílejícího rozehrávače.

## Život
Vít Krejčí začal hrát basketbal za oddíl Sršni Písek. Ve 14 letech přestoupil do španělského klubu Basket Zaragoza 2002. V 16 letech debutoval ve španělské basketbalové lize.
V únoru 2019 hrál poprvé za českou reprezentaci v domácím utkání v Pardubicích proti Bosně.
Dne 25. září 2020 si v zápase španělské ligy proti Realu Madrid přetrhl přední zkřížený vaz v koleni. Byl operován, přičemž vyšlo najevo i poškození obou menisků.
V listopadu 2020 byl Krejčí draftován ve druhém kole na 37. pozici týmem Washington Wizards, ale poté byl vyměněn do Oklahoma City Thunder. Stal se tak pátým Čechem, který pronikl do NBA (prvním byl v roce 1995 Jiří Zídek, druhým Jiří Welsch, třetím Jan Veselý a čtvrtým Tomáš Satoranský). Sezonu 2022/23 strávil v týmu Atlanta Hawks. V sezóně 2023 se neprosadil do hlavního týmu Minnesota Timberwolves kteří ho po letním kempu ze sestavy vyřadili a tak hledal nové angažmá. 
Absolvoval operaci prstu na levé ruce, a rozehrával se v nižší americké G-League.  
V prosinci 2023 podepsal dvoucestnou smlouvu znovu s Atlanta Hawks.
V roce 2024 podepsal ale dvoucestnou smlouvu s Minnesota Timberwolves, zde ale nemohl najít místo v soupisce a tak znovu podepsal dvoucestnou smlouvu s Atlanta Hawks.